# Uriël Matahelumual
Uriël Matahelumual (Capelle aan den IJssel, 30 april 1993) is een Nederlandse filmregisseur, presentator en filmproducent.

## Biografie
Matahelumual was vanaf 2010 betrokken bij MovieZone het jongerenplatform van het Eye Filmmuseum in Amsterdam. In 2013 begon hij zijn studie Audio en Visuele producties aan het Grafisch Lyceum Rotterdam. Hij begon in 2016 als 'first assistant camera' bij Robert M. Berger N.S.C. (director of photography).
Samen met componist Ashraf Bessy is hij eigenaar van het filmproductiebedrijf Fisuals, waar ze muziekvideo's en commercials maken. Bessy en Matahelumual gaven op 24 oktober 2019 een masterclass over het creatieve proces achter het maken van een muziekvideo bij de opening van de gerenoveerde Apple Store in Amsterdam.
In 2021 heeft hij een campagnefilm geregisseerd voor de crowdfundingcampagne voor het Landelijk Moluks Monument, in samenwerking met Omroep ZWART. Het doel van de film is om geld op te halen voor de realisatie van het monument op de Lloydkade in Rotterdam.
Op 26 januari 2024 gaat zijn Engelstalige korte film Goldfish for Breakfast in première. Deze film heeft Matahelumual gemaakt in samenwerking met het International Film Festival Rotterdam en Kunstinstituut Melly. Dit is tevens ook zijn regie-debuut op het film festival.
De films die Matahelumual regisseert kenmerken zich door een korte tijdsduur, snelle beeldwisselingen, gecomponeerde uptempo muziek en Visual Storytelling.

## Filmografie
- 2019: Vegansneaker x Joline Jolink
- 2020: Romana Vrede x Joline Jolink x Vegansneaker
- 2021: Fufu & Dadels - 100 jaar migratie in Woensel-West
- 2021: Landelijk Moluks Monument